# Frank Chelf

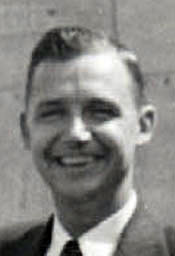
Frank Chelf (1945)

Frank Leslie Chelf (* 22. September 1907 bei Elizabethtown, Kentucky; † 1. September 1982 in Lebanon, Kentucky) war ein US-amerikanischer Politiker. Zwischen 1945 und 1967 vertrat er den Bundesstaat Kentucky im US-Repräsentantenhaus.

## Werdegang
Frank Chelf besuchte die öffentlichen Schulen seiner Heimat und danach das Centre College in Danville sowie das St. Mary’s College. Nach einem anschließenden Jurastudium an der Cumberland University in Lebanon (Tennessee) und seiner 1931 erfolgten Zulassung als Rechtsanwalt begann er in Lebanon (Kentucky) in diesem Beruf zu arbeiten. Zwischen 1933 und 1942 war er Staatsanwalt im Marion County. Zwischen 1942 und 1944 diente er während des Zweiten Weltkrieges im Fliegerkorps der US Army. Dort brachte er es bis zum Major. Im August 1944 schied er aus gesundheitlichen Gründen aus dem Militärdienst aus.
Chelf war Mitglied der Demokratischen Partei. Bereits im Jahr 1936 war er Delegierter zur Democratic National Convention in Philadelphia, auf der Präsident Franklin D. Roosevelt für eine zweite Amtszeit nominiert wurde. Bei den Kongresswahlen des Jahres 1944 wurde er im vierten Wahlbezirk von Kentucky in das US-Repräsentantenhaus in Washington, D.C. gewählt, wo er am 3. Januar 1945 die Nachfolge von Chester O. Carrier antrat. Nach zehn Wiederwahlen konnte er bis zum 3. Januar 1967 elf zusammenhängende Legislaturperioden im Kongress absolvieren. Im Jahr 1966 unterlag er Gene Snyder von der Republikanischen Partei. In seine Zeit im Kongress fielen das Ende des Zweiten Weltkrieges, der Beginn des Kalten Krieges, der Koreakrieg und innenpolitisch die Bürgerrechtsbewegung. Außerdem begann damals der Vietnamkrieg. Damals wurden auch der 22., der 23. und der 24. Verfassungszusatz ratifiziert.
Nach seiner Zeit im Kongress praktizierte Frank Chelf wieder als Anwalt. Er starb am 1. September 1982 in Lebanon und wurde dort auch beigesetzt.